# Antofyllit

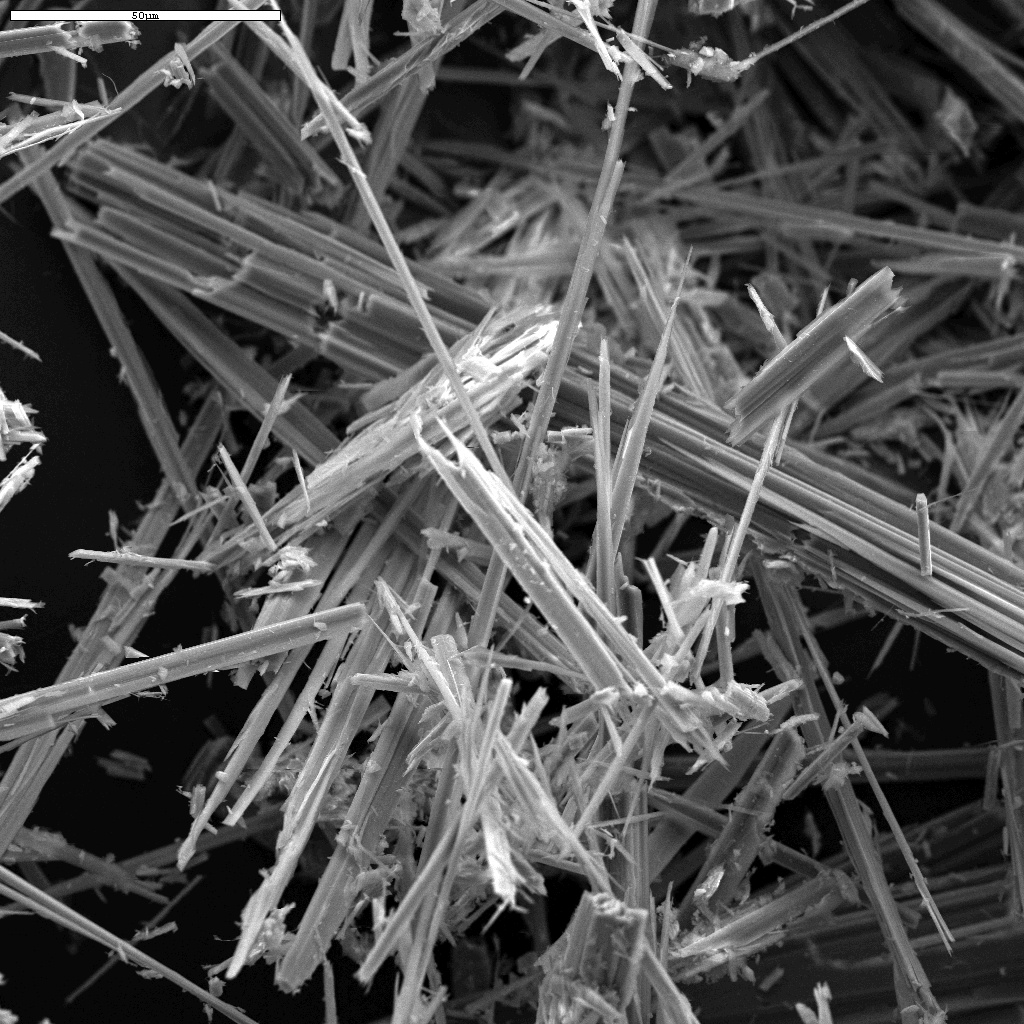
antofyllit, obraz ze skaningowego mikroskopu elektronowego

Antofyllit (anthophyllit, antofyllin) – minerał z grupy krzemianów (amfiboli).
Nazwa pochodzi od łac. Anthophyllum = goździk (goździkowiec korzenny), używany jako przyprawa kuchenna, nawiązując do barwy tego minerału. Minerał rzadki.

## Charakterystyka

### Właściwości
Bardzo rzadko tworzy kryształy – najczęściej słupkowe, pręcikowe, igiełkowe, lub włoskowe.
Często tworzy żyłki. Wykazuje charakterystyczną włóknistą oddzielność. Jest kruchy (włókna są miękkie i sprężyste). Czasami zawiera domieszki glinu.

### Występowanie
Typowy minerał metamorficzny. Występuje w łupkach antofyllitowych oraz w serpentynitach obok hornblendy, biotytu, skaleni, flogopitu, i chlorytu.
Miejsca występowania:
- Na świecie: Szwecja – Fahlan, Finlandia, Norwegia, Czechy, Włochy, Wielka Brytania.

- W Polsce: występuje na Dolnym Śląsku – okolice Bystrzycy Górnej w Górach Sowich oraz w okolicach Jordanowa.

### Zastosowanie
- Surowiec do produkcji azbestu.
- Kamień poszukiwany przez kolekcjonerów. Szczególnie cenne są kryształy tego minerału pochodzące z Norwegii – Kongsberg oraz tzw. „hermanowskie kule” – unikalne kulisto-promieniste skupienia występujące w Hermanovie w Czechach.